# Monte Bălănești
Monte Bălănești (em romeno:  Dealul Bălănești) é o ponto geográfico mais alto da Moldávia, com uma altitude de 430 metros (429 metros de acordo com algumas fontes). Está localizado em Bălănești e está situado na serra de Cornești.

## Galeria

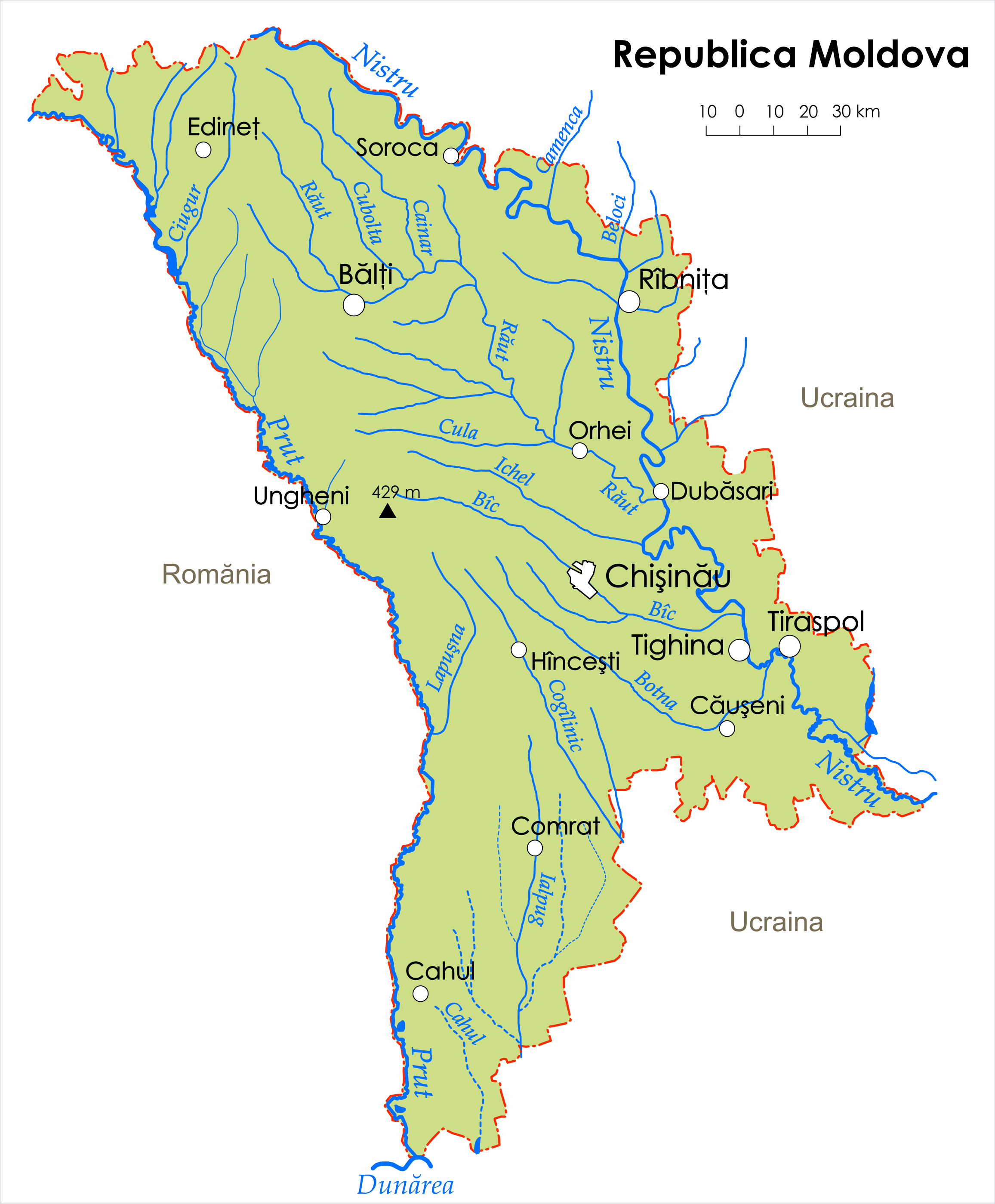
Mapa da Moldávia com a localização do Monte Bălănești (a indicação de 429 metros)